# あゆみ翼
あゆみ 翼（あゆみ つばさ、1993年8月3日 - ）は、日本の元AV女優。

## 略歴・人物
神奈川県出身。
2013年にデビューしたショートカットのAV女優。所属事務所はマークスジャパン。
趣味・特技は食べ歩き、どこでも寝れる。
2014年12月25日、AV女優によるアイドルグループ・マシュマロ3D（現 マシュマロ3d+）に“マシュマロ☆チェリー”として加入。
2016年5月28日の公式ブログで、マシュマロ3ｄ+の9月の定期ライブでグループから卒業し、業界からも引退することを発表した。
引退後は、撮影会のモデルなどをしている。

## 出演作品

### アダルトDVD
2013年
- 経験人数奇跡のたった1人! 吉祥寺で見つけたショートカットが似合う爽やか携帯ショップ店員 あゆみ翼 AVデビュー（12月5日、ROCKET）

- ショートカットな女子アナの卵AVデビュー!（1月9日、new girl）※「上原みらい」名義
- 可愛すぎる妹に萌えるボクの近親相姦エッチ（1月24日、TMA）他出演:愛須心亜、塚田詩織
- 素人なのに剃毛されちゃった現役女子大生（1月25日、マルクス兄弟）
- ロリ専科 日仏×ハーフ×パイパン美少女 アイドルオタのフレンチワレメに生中出し（2月7日、ロリ専科）※「クリスタ」名義[5]
- 【生ち○ぽとフェザータッチでイカせる】 スロー性交エステ（2月20日、SODクリエイト）他出演:結城みさ、神波多一花、藤嶋唯、保坂えり
- 顔出し!女子大生限定マジックミラー号 素人娘初めての電マ体験 in池袋 〜パンティの染みができてもオマ○コ汁の糸が引いても悶絶イキ我慢!〜（3月6日、SODクリエイト）※「あかね」名義　他出演:ゆりな、まつり、みらい、さき、まゆ、はるか
- 「ねぇ?あたしと一緒にチャットでいっぱ〜いHなことしよ♥」 制服美少女!ピチャピチャ潮吹きLIVEチャットオナニー 4時間DX vol.04（3月7日、VALEX）他出演:高秀朱里、通野未帆、橋本莉奈、夢咲りぼん、山口二菜
- 美少女即ハメ白書 22（3月21日、ソクハメラボ）他出演:君野由奈、市川まほ、後藤真由里
- 制服女子校生と中出し乱交 〜春〜（4月1日、ZUKKON/BAKKON）共演:葵こはる、乙葉ななせ、鈴木心葉、竹内真琴、板野有紀
- 文京区にある女教師が通う整体セラピー治療院 3（4月1日、変態紳士倶楽部）他出演:市川まほ、篠田ゆう、保坂えり
- 姉の寝込みを襲いわいせつな行為をする童貞弟の投稿映像（4月4日、S-CRIME）他出演:希咲あや、佐々木まお
- ひとりぼっち。 〜はばたく翼（4月7日、桃太郎映像出版）
- 羞恥放尿 人前で失禁&お漏らし（4月13日、マルクス兄弟）他出演:宇佐美なな、永瀬里美、小西まりえ、青井いちご、西川りおん、塚田詩織、瀧澤まい、神波多一花、椎名ゆな
- 女子校生専門中出しソープ（4月25日、マルクス兄弟）
- 大好きな夫（父）にイキ顔を隠さずに見せつけたいんです。（5月9日、NON）他出演:愛須心亜
- 近々結婚を控えている妹に日課のオナニーを偶然、見られてしまい動揺している僕に「お嫁さんに行く前しかできないから良かったら手伝ってあげるね♪」と優しい眼差しをされながらの変態テクでトコトン弄ばれて僕はビンビンに勃起してしまった件。（5月9日、NON）他出演:山手栞、愛須心亜、雨宮真貴、初美沙希、椎名みゆ
- 在学中デビューの新人アイドル（19）は何も知らないフリして意外としたたか（5月15日、Pandora）※ 村井果歩名義
- キミだけに語りかけ! ロリっ娘20人! オマ●コぴちゃぴちゃ指入れ自画撮りオナニー4時間DX vol.09（5月16日、ロリオナ）他出演:中谷美結、小林るな、小西まりえ、風花ゆめ、青井いちご、琴音さら、相沢れおな、鳴海すず、高秀朱里、月野詩、辻井ゆう、さくらあきな、桜ちずる、愛須心亜、松岡セイラ、乙葉ななせ、夢咲りぼん、君原歩、比留間千沙
- イキ狂い!ぐちょぐちょ指入れオナニー（5月23日、TMA）他出演:椎名ゆな、椎名まりな、鈴村いろは、愛実れい、春日もな、愛須心亜、小西まなみ
- 優等生がヨダレと精液でドロドロになりながらも御奉仕SEXしてくれます…。（5月25日、オーロラプロジェクト）
- 僕のチ○ポ専用、ご奉仕メイド（5月25日、マルクス兄弟）共演:小西まりえ、春日もな
- 日本の女性器大図鑑 私のオマ●コ見て下さい♥ 40人4時間DX vol.04（6月20日、BURST）他出演:愛須心亜、竹内真琴、夏海いく、桜井あゆ、乙葉ななせ、通野未帆、芦田知子、高秀朱里、桜ちずる、小西まりえ、潮崎藍、青井いちご。南梨央奈、荒木まい、鈴村みゆう、琴音さら、紺野マリエ、比留間千沙、山口二菜、有本紗世、宮野瞳、橋本莉奈、本澤朋美 ほか
- 素人援交生中出し 172（7月1日、プラム）※「つばさ」名義
- 小悪魔JK 大胆パンチラコレクション Special 大人数挑発バージョン（7月1日、アロマ企画）共演:大槻ひびき、小西まりえ、佳苗るか、夏目優希、大森玲菜、乙葉ななせ、武藤つぐみ※AV OPEN2014 ミドル級エントリー作品
- 震撼!ほろ酔いで上司の自宅にお邪魔したら年頃の娘が可愛くてついつい手をかけてありえない生中出し!?（7月10日、ブリット）他出演:川菜美鈴、桃宮もも
- ガチ本番!! 本気素人ナンパ即挿入!! in八王子（7月11日、S級素人）他出演:青葉優香、湯川ありす、滝本アリサ、松本ほのか、一之瀬すず、西灯里、松岡すず
- スーパーヒロイン絶体絶命!! Vol.51　美少女戦士セーラーコメット編（7月11日、GIGA）
- オナニー中に差し出されるチ○ポは咥えずにはいられない（7月18日、SEX Agent）他出演:竹内真琴、工藤美紗、摘津蜜、工藤紗希、愛原ゆあ、南桃花、片瀬みゆう
- 四つん這いでのフェラチオは尻を高く突き出して（7月18日、SEX Agent）他出演:椎名まりな、月本るい、城田るり、芦川芽依、愛葉るりか、南せりな、柳あいな、矢沢しおり
- 露出狂の僕が捨てたAVを拾った女にチ●ポ見せつけ説教レイプ（8月1日、MOODYZ）
- ロリータ専門 いちゃいちゃ妹エステ（8月7日、アイエナジー）他出演:彩城ゆりな、長谷川しずく、白石ありさ
- キミだけに語りかけ! ロリ校生20人! オマ●コぴちゃぴちゃ指入れ自画撮りオナニー 4時間DX vol.10（8月15日、ロリ専科）他出演:
- 新・娘よ、俺の子供を産め!近親相姦大家族5姉妹に夜這い中出し（9月12日、V＆R PRODUCE）共演:愛須心亜、南梨央奈、彩城ゆりな、檸檬.
- 痴漢‘痴女化’計画2 感じてもイカセない寸止め痴漢でチ○ポを求めだす女子校生（9月25日、ナチュラルハイ）
- 3日間オナ禁させた素人男子を朝まで焦らして悶えさせ、そのイキガマン顔をじっくり撮影しちゃいました（9月25日、アマチュアインディーズ）共演:有本紗世 監督:山本わかめ
- お悩み解決1，000件突破のプロに学ぶ夫婦円満の秘訣 初心者向け性生活マンネリ打破シリーズVol.1（9月25日、ディープス）
- あゆみ翼Bestコレクション4時間（9月26日、TMA）
- スケイス9（10月7日、みるきぃぷりん♪）
- 嫁の妹の腋に発情してしまった俺 2（10月9日、アキノリ）
- 催眠看護 全国共通お○こ券（10月19日、Rookie）
- あの娘ぼくらの濃いザーメンどんな顔して飲むんだろう。（11月7日、ドリームチケット）
- セックスが溶け込んでいる日常 学園生活で「常に性交」女子高生（12月6日、SODクリエイト）共演:白咲碧、小西まりえ、倉科紗央莉、有本紗世、夏海花凛、水城亜優、白井まい
- 西武新宿線沿線の素人さんをナンパして潮!小便!唾!涎!汗!愛液!女の子のお汁を飲ませてもらっちゃいました!!ドラゴン西川の素人本気ナンパ（12月18日、グローリークエスト）

- 山奥の温泉旅館で見つけた、愛くるしい修学旅行生たち。シーズン2（1月1日、ミニマム）共演:彩城ゆりな、篠宮ゆり、辻井ゆう、有本紗世、宮内栞、高木愛美、聖菜アリサ
- パイパンSchooldays（2月6日、Sujicco）※イメージ作品
- 私、本名でセックスしてました。 あゆみ翼（2月6日、無名時代）
- 「異性にオクテな、腰の低い男女限定」応援しながら性教育してくれるシェアハウス（2月6日、DIY）共演：西條るり、水希杏
- 自画撮りオマ○コ指オナニー3（3月5日、グローリークエスト）
- 例によって愛撫でイッちゃった僕のダメち●ぽをいつものように優しくお掃除＆ゴックンするふりしながら丁寧におしゃぶりし続けて発射後もず～っと勃ちっぱなしのチ●ポをそのまま挿入してマ●コで2発目を搾りとる連チャン精飲SEX（3月6日、ワープエンタテインメント）
- 僕のヨダレを吸いあげる接吻啜りとザーメン搾り2（3月6日、ドリームチケット）
- いいなりちゃん 美少女たちのアクメ顔 濡れた蜜壺への完全中出し（3月7日、桃太郎映像出版）
- 女子校生に睾丸と亀頭を指先とベロ先でジワジワとした快感で責め続けられそのまま発射（3月13日、アロマ企画）
- 女子大生専用チ●ポ付きシェアハウス（3月19日、ディープス）
- OL全身女体図鑑 第一号（3月25日、アロマ企画）
- 美女強奪（4月2日、DID企画）
- 5人の小さなお嫁さんと子作り新婚生活（4月24日、ケイ・エム・プロデュース）共演：阿部乃みく、加賀美シュナ、篠宮ゆり、彩城ゆりな
- 女子大の寮まるごと全員と中出し乱交 〜春〜（5月1日、ズッコン/バッコン）共演：真木今日子、夢咲りぼん、あすか光希、椎名まりな、彩城ゆりな、原波瑠、御舟みこと、篠田ゆう、水希杏、青葉優香、椿かなり
- 貧乳コンプレックス女子の無防備なチラ見え乳首に発情が止まらない僕（5月8日、DIY）
- 転校したら男は僕一人ぼっちだった…。9（5月21日、AKNR）共演：浅倉愛、高山えみり、杏咲望、彩城ゆりな、みずのみう、御舟みこと、原波瑠、久留美なな、松浦ゆきな、川原里奈、月野こころ、春海紗奈、なつめ愛莉、若月まりあ、夏海花凛、星野ひびき、葉山美空、かのんこゆる、山本美和子、里咲しおり、吉川いと、愛原れの
- 追い詰める（6月5日、DID企画）
- 美少女ヘアヌード大図鑑 〜無毛・貧乳・ピンクワレメもたっぷり〜（6月12日、S級素人）
- 絶弾の儚き女捜査官（6月19日、アイデアポケット）共演：希志あいの
- もしもこんなドSコンビニ店員がいたら…（7月5日、フリーダム）共演：青葉優香
- エナメル手袋の大天使 6 あゆみ翼編（7月10日、フェティッシュワールド）
- 東京マスクガールコレクション4（7月10日、フェティッシュワールド）
- 超ドアップ見せつけオナニー「おま●ことアナルい〜っぱい見てっ!!私と一緒にいこうね♥」（7月15日、プリモ）
- スパッツ&スパッツ no.3（7月17日、RISING）
- 昼尻妻 誘惑Tバックに挿れたい…。（7月24日、GIGOLO）
- レオタードを抱く1 ショートカットの天然娘つばさちゃん（7月24日、房総すぽこすランド）
- ○駒○奈ガチ激似! 人生初!!生中出しAVデビュー!!（7月25日、本中）
- 地味だけどエロい女性事務員の ナチュラルストッキングで（8月5日、フリーダム）共演：高山えみり 七瀬ひとみ
- サテン射精3（9月5日、フリーダム）共演：篠田ゆう
- 素人奥様のHなゲーム体験 童貞くんの18cmデカチンが素股中にヌプっと挿入筆おろし（8月28日、ケイ・エム・プロデュース）
- 友達の家に遊びに行ったら6人のお姉ちゃん達のミニスカパンチラが一杯!僕の思春期ビン勃ちチ○コは大歓迎されてキ○タマ空ッポになるまでもて遊ばれました。（9月10日、SWITCH）共演：涼川絢音、篠田ゆう、橘ひなた、葉山美空、竹内真琴
- 強制捕獲（9月14日、DID企画）
- 罵倒地獄番外編 センズリを馬鹿にする女 その2（11月5日、フリーダム）
- ディルドと足裏（12月5日、フリーダム）
- エロ行為一切禁止のメイドリフレで悪戯!隣に客がいるにも関わらず、声を押し殺し本気でイキまくるどスケベ癒らしメイド（12月11日、ケイ・エム・プロデュース）共演：涼川絢音、竹内真琴、渚うるみ、逢沢るる
- 純愛☆妹アイドル マシュマロ3d+ 〜アイドル大乱交 私たち、お兄ちゃんたちとSEXしちゃいましゅ!!〜（12月25日、TMA）共演：阿部乃みく、彩城ゆりな、篠宮ゆり、あやね遥菜

2016年
- 超イキまくり! 媚薬2穴中出しFUCK アナルに初挑戦!（1月19日、エムズビデオグループ）
- 代償は調教で…地方出身の清楚系OLが、ドM女に覚醒するまでの一部始終（2月1日、FAプロ）
- 童貞の僕を不憫に思った妊娠した姉に「擦りつけるだけだよ」という約束で素股してもらっていたら互いに気持ち良すぎてマ◯コはグッショリ!でヌルっと生挿入!「え!?入ってる?」でもどうにも止まらなくて中出し!（2月6日、アイエナジー）他出演:彩城ゆりな、竹内真琴、天羽栞、あやね遥菜
- 親の居ない日、僕は5人の妹とむちゃくちゃSEXした。（2月12日、TMA）共演：阿部乃みく、彩城ゆりな、篠宮ゆり、あやね遥菜
- トップセクシーアイドル夢見る仲良しJK5人組のえっちな放課後活動 〜マシュマロ3d＋がんばっちゃいマシュ♥〜（3月11日、TMA）共演:阿部乃みく、彩城ゆりな、篠宮ゆり、あやね遥菜、佐倉絆
- 常に乳首責めメンズエステ（3月17日、アイエナジー）他出演:あやね遥菜、彩城ゆりな、竹内真琴、天羽栞
- コスプレ中毒 あなたのパンスト舐めさせて下さい（3月25日、シャーク）他出演:冴木琴美
- 強制飲尿ホスピタル（4月1日、OFFICE K'S）共演:原美織、夏希のあ、横山夏希、内村りな、桜ちなみ、仲村茉莉恵、折原ほのか、佳苗るか、夢実あくび
- 誘惑パンティストッキングオナニー（4月1日、虎堂）他出演:三喜本のぞみ、宮沢まき、原美織、仲村茉莉恵、桜ちなみ
- 完全裏風俗 SEX・中出しが当たり前 連れ出しスナック（4月7日、Mr.michiru）共演:彩城ゆりな、あゆな虹恋、あやね遥菜
- 絶倫敏感乳首微乳女子（4月8日、BAZOOKA）他出演:阿部乃みく、紺野ひかる、葉山めい
- 初めてのディルドオナニーなのに本気でイッちゃう素人娘たち vol.2（4月15日、綺面組）他出演:安西詩織、原美織、成宮みこと、夢実あくび、折原ほのか
- ダブル口マ○コフェラチオ Vol.2（4月15日、OFFICE K'S）共演:内村りな　他出演:三喜本のぞみ、佳苗るか、夢実あくび、里美まゆ、折原ほのか、仲村茉莉恵
- パンチラ見てたら挑発オナニーしてきたエロ女たち 4（4月15日、OFFICE K'S）他出演:佳苗るか、桜ちなみ、夢実あくび、里美まゆ、原美織
- チ○ポを洗ってたら興奮しちゃった素人娘たち（4月15日、OFFICE K'S）他出演:安西詩織、宮沢まき、原美織、桜ちなみ、三喜本のぞみ
- お金のためなら… どこでもオナニーしちゃうドスケベ娘（4月15日、虎堂）他出演:安西詩織、宮沢まき、原美織、桜ちなみ、夢実あくび、里美まゆ
- ライブチャットでエロダンスを踊っていたら家族が急に乱入! ふしだらな娘に激怒する父親だったがスケベな娘の身体にムラムラを抑え切れずお仕置き近親相姦ナマSEX&弟が母親に「姉ちゃんがパソコンの前で下着になってクネクネ踊ってる」のをチクると脅迫してくるので生ハメSEXで黙らせる!（4月22日、Mr.michiru）他出演:原美織、夢実あくび
- 北区美少女ヌードモデル果てしなき自宅監禁事案（仮）（9月7日、桃太郎映像出版）他出演:葉山美空、永山みずほ、久我かのん、美泉咲、橘なお

### イメージDVD
- すっぴんヌード（2014年1月17日、サムバディ）※「宮崎直美」名義
- Pure Moe Mix（2014年10月25日、日本コンテンツ流通）

## 出演

### テレビ
- ビ〜チ9（2014年1月、テレビ埼玉） - マンスリーゲスト
- 魚拓と成瀬のツキとスッポンぽん #15,#16（2014年12月14日・21日、パチ・スロ サイトセブンTV）
- 神尻・神ユキのTバックカレッジ#5,#6（2015年2月16日,3月19日、エンタ!959）
- BAZOOKA!!! 史上最強!第四回地下クイズ王決定戦!（2015年7月5日、BSスカパー!）※問題の中で画像のみ出演

### ネット
- 他人のSEXで生きてる人々2 #6（2014年3月9日、NOTTV）